# Drysdalia coronoides
Drysdalia coronoides är en ormart som beskrevs av Günther 1858. Drysdalia coronoides ingår i släktet Drysdalia och familjen giftsnokar och underfamiljen havsormar. Inga underarter finns listade i Catalogue of Life.
Arten förekommer i södra och östra Australien, inklusive Tasmanien. Honor lägger inga ägg utan föder levande ungar.